# Жаймі Пашеку
Жаймі Пашеку (порт. Jaime Pacheco, нар. 22 липня 1958, Паредеш) — португальський футболіст, що грав на позиції півзахисника. По завершенні ігрової кар'єри — тренер.
Протягом своєї кар'єри він грав у ряді португальських клубів, в тому числі «Порту» та «Спортінг», зігравши загалом у вищому дивізіоні країни 296 ігор та забивши 19 голів за 15 сезонів. Також грав за національну збірну Португалії, з якою був учасником чемпіонаті світу та Європи.
Згодом він працював тренером протягом більше двох десятиліть, включаючи «Боавішту», яку він привів до її єдиного титулу чемпіона Португалії в історії.

## Клубна кар'єра
Народився 22 липня 1958 року в місті Паредеш. Вихованець футбольної школи клубу «Ребордоза», а на дорослому футболі дебютував 1975 року виступами за нижчолігову команду «Аліадуш Лорделу», в якій провів чотири сезони.
1979 року перейшов у «Порту». Відіграв за клуб з Порту наступні п'ять сезонів своєї ігрової кар'єри, вигравши за цей час Кубок Португалії і два Суперкубка.
Влітку 1984 року разом із одноклубником Антоніу Соузою перейшов у «Спортінг» як частина трансферу по переходу Паулу Футре в зворотньому напрямку. Втім обидва гравці провели у сталичному клубі два сезони, після чого повернулись в «Порту». Цього разу з «другонами» Пашеку в першому ж сезоні виграв Кубок чемпіонів УЄФА, здолавши у фіналі «Баварію». Того ж року команда виграла Суперкубок УЄФА у «Аякса», а потім і Міжконтинентальний кубок у «Пеньяроля». А вже наступного року клуб вдало виступив на національному рівні, здобувши «золотий дубль».
Влітку 1981 року, у віці 31 року Пашеку став гравцем «Віторії» (Сетубал), де провів два сезони, а після її вильоту з Прімейри ще два роки грав за «Пасуш ді Феррейру». Останнім клубом вищого дивізіону для Жаймі стала «Брага», де футболіст грав у сезоні 1993/94.
Завершував професійну кар'єру у клубі другого за рівнем дивізіону «Ріу-Аве» у сезоні 1994/95, після чого грав за аматорську команду «Паредешс» у четвертому за рівнем дивізіоні Португалії

## Виступи за збірну
23 лютого 1983 року дебютував в офіційних матчах у складі національної збірної Португалії в товариській грі проти ФРН (1:0).
У складі збірної був учасником чемпіонату Європи 1984 року у Франції, на якому команда здобула бронзові нагороди, а також чемпіонату світу 1986 року у Мексиці. На обох турнірах був основним гравцем, зігравши по три матчі.
12 вересня 1990 року у матчі відбору на Євро-1992 проти Фінляндії (0:0) провів свою останню гру за збірну. Загалом протягом кар'єри у національній команді, яка тривала 8 років, провів у формі головної команди країни 25 матчів.

## Кар'єра тренера
Розпочав тренерську кар'єру ще граючи на полі, будучи граючим тренером у клубах «Пасуш ді Феррейра» та «Ріу-Аве». Після цього очолював нижчоліговий клуб «Уніан-де-Ламаш».
14 січня 1996 року очолив клуб вищого дивізіону «Віторія» (Гімарайнш), зайнявши з командою двічі поспіль 5 місце, кваліфікувавшись до Кубку УЄФА. Втім 2 листопада 1997 року Пашеку був звільнений
13 грудня 1997 року Пашеку очолив «Боавішту», з якою у перший сезон став шостим, а на наступний рік став віце-чемпіоном Португалії. Втім найбільших успіхів з клубом Пашеку здобув у 2001 році, вигравши вперше і востаннє в історії клубу чемпіонат Португалії. А згодом Пашеку вийшов з командою до півфіналу Кубка УЄФА 2002/03.
Ці досягнення підштовхнули інтерес з боку клубу іспанської Ла Ліги «Мальорка», куди Жаймі перейшов влітку 2003 року, втім тренував команду лише протягом п'яти турів, здобувши з командою з Балеарських островів лише одну перемогу. Після цього португальський фахівець був звільнений і відразу повернувся в «Боавішту», змінивши Ервіна Санчеса, що також попрацював з командою лише кілька турів. Втім другий прихід Пашеку не мав такого ефекту як перший і у квітні 2005 року Пашеку повернувся в «Віторію» (Гімарайнш), де попрацював до грудня, а потім втретє у кар'єрі був призначений тренером «Боавішти». У сезоні 2007/08 у клуба почався скандал «Apito Dourado», пов'язаний із залякуванням суддів, в результаті якого по завершенні сезону клуб було відправлено у другий дивізіон і Пашеку покинув команду.
У сезоні 2008/09 очолював «Белененсеш»,, який покинув у травні 2009 року, після того як його команда зайняла передостаннє 15 місце і мала покинути вищий дивізіон. Втім вже згодом «Пасуш ді Феррейра» знялась зі змагань через фінансові проблеми і «Белененсеш» зберіг прописку в Прімейрі.
2009 року очолив саудівський «Аль-Шабаб», з яким майже відразу виграв Кубок Саудівської Федерації футболу, однак після поразки 0:1 у груповому етапі Ліги чемпіонів АФК проти «Сепахана» 15 квітня 2010 року він був звільнений.
Згодом у 2011—2012 роках тренував «Бейцзін Гоань», а 2014 року став головним тренером єгипетського «Замалека», тренувавши каїрську команду один рік.
У 2015 році Пашеку знову працював з «Аль-Шабабом», а останнім місцем тренерської роботи став китайський клуб «Тяньцзінь Теда», головним тренером команди якого Жаймі Пашеку був з 2016 по 2017 рік.

## Титули і досягнення

### Як гравця
- Чемпіон Португалії (1):

«Порту»: 1987–88
- Володар Кубка Португалії (2):

«Порту»: 1983–84, 1987–88
- Володар Суперкубка Португалії (2):

«Порту»: 1981, 1983, 1986
- Володар Кубка чемпіонів УЄФА (1):

«Порту»: 1986–87
- Володар Суперкубка УЄФА (1):

«Порту»: 1987
- Володар Міжконтинентального кубка (1):

«Порту»: 1987

### Як тренера
- Чемпіон Португалії (1):

«Боавішта»: 2000-01
- Володар Кубка Саудівської Федерації футболу (1):

«Аль-Шабаб»: 2009